# Tanum Teleport

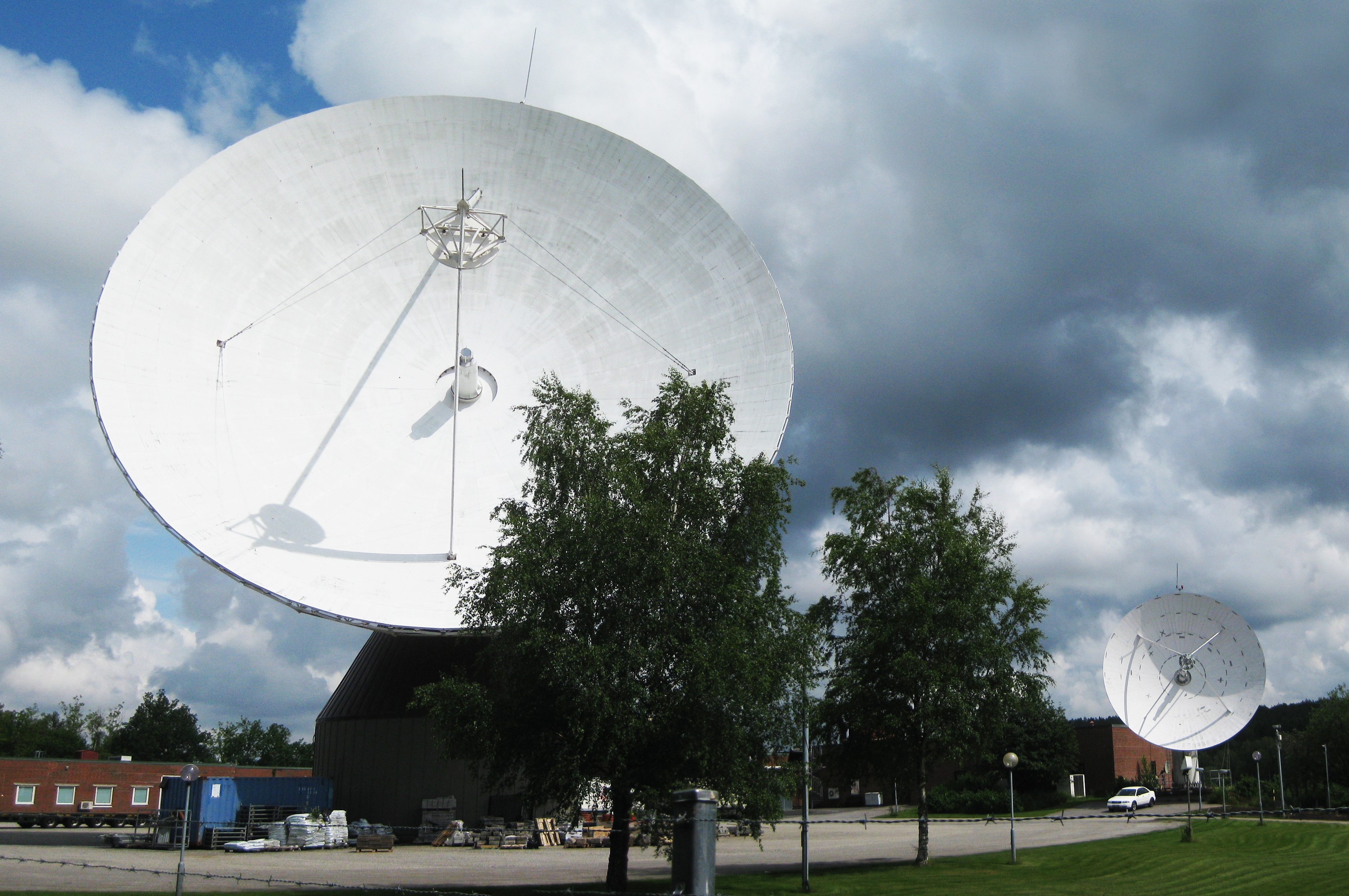
Tanum Teleport i Tanumshede.

Tanum Teleport är en anläggning, en markstation, som huvudsakligen har använts för överföring av telefoni-, data- och TV-trafik till andra kontinenter via satelliter i Intelsat-systemet, invigdes år 1971. Det första bildtelefonsamtalet över Atlanten via satellit sändes i samband med invigningsceremonin den 18 december.

## Historia
Till en början hette anläggningen Nordisk Telesatellitstation och ägdes gemensamt av teleförvaltningarna i Danmark, Finland, Norge och Sverige. Senare blev Telia och Sonera (Finland) ensamma ägare.
Anläggningen agerade kopplingspunkt när internets föregångare Arpanet blev internationellt för första gången i början på 1970-talet. Det sker den 15 juni 1973 när en befintlig satellitlänk mellan SDAC i Virginia USA och Norsar i Norge ansluts till Arpanet. Anslutningen användes för dataöverföring i ett gemensamt forskningsprojekt mellan Norge och USA för att kunna upptäcka jordbävningar och kärnvapenexplosioner och hade en överföringskapacitet på 2.4 kbps.
Under anläggningens storhetstid på 1980/90-talet arbetade över 30 personer där dygnet runt och anläggningen hanterade en stor del av Nordens tele- och datatrafik till utomeuropeiska länder. Under flera år var man också referensstation och tillhandahöll synkronisering för två av INTELSAT-systemets digitala plattformar, och man var även delaktig i utvecklingen av dessa.
Under 1990-talet ökade konkurrensen från de optiska fiberkablar, som lades ut på oceanbottnarna mellan kontinenterna. Konkurrensen gjorde att verksamheten på Tanum Teleport stagnerade och i samband med att Telia tog ett strategiskt beslut att avveckla all sin satellitverksamhet i början av 2000-talet, stängdes Tanums Teleport 2002.
Anläggningen köptes av en lokal entreprenörfirma. Viss utrustning har sålts av, men antennerna står fortfarande kvar. Idag kallas anläggningen Företagsporten.
Två vid stationen tidigare anställda drev en tid efter nedläggningen ett företag som använde en av antennerna för internetkommunikation för en afrikansk telekomoperatör.
Anläggningen är ett väl synligt landmärke för alla som färdas på E6 i norra Bohuslän. De stora vita parabolantennerna är väl synliga. Teleporten ligger några kilometer söder om Tanumshede i Tanums kommun. De största antennerna har en diameter på 30 respektive 32 meter.

## Namn
Den engelska termen teleport, eller telecommunications port, är en specifik typ av markstation som fungerar som knutpunkt mellan satellitnätverk och marknätverk såsom telefonnätet eller internet.

## Tanum Teleport i populärkulturen
Svenska technoduon Boeoes Kaelstigens debutalbum från 2010 uppkallades efter anläggningen.

## Bilder

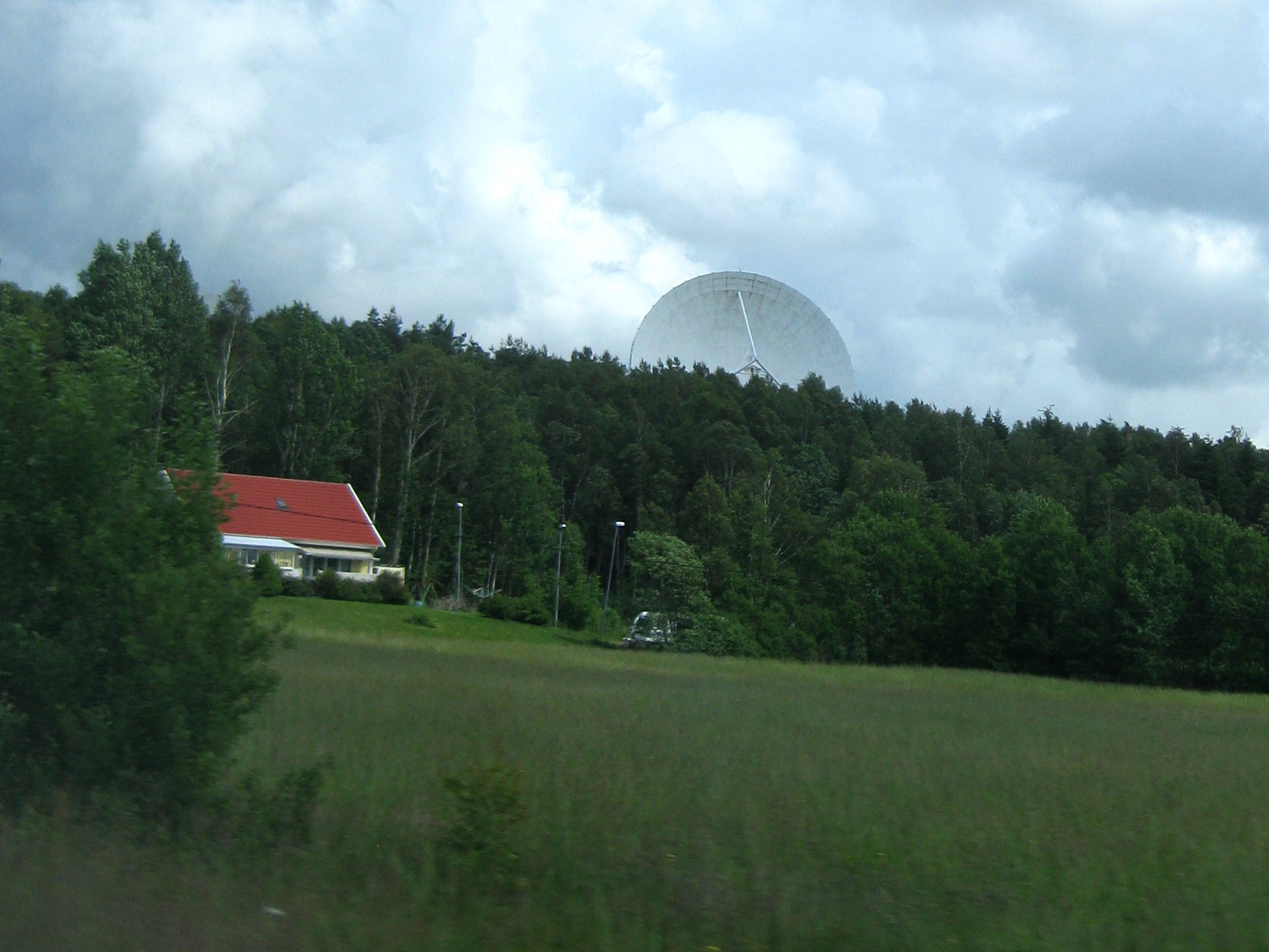
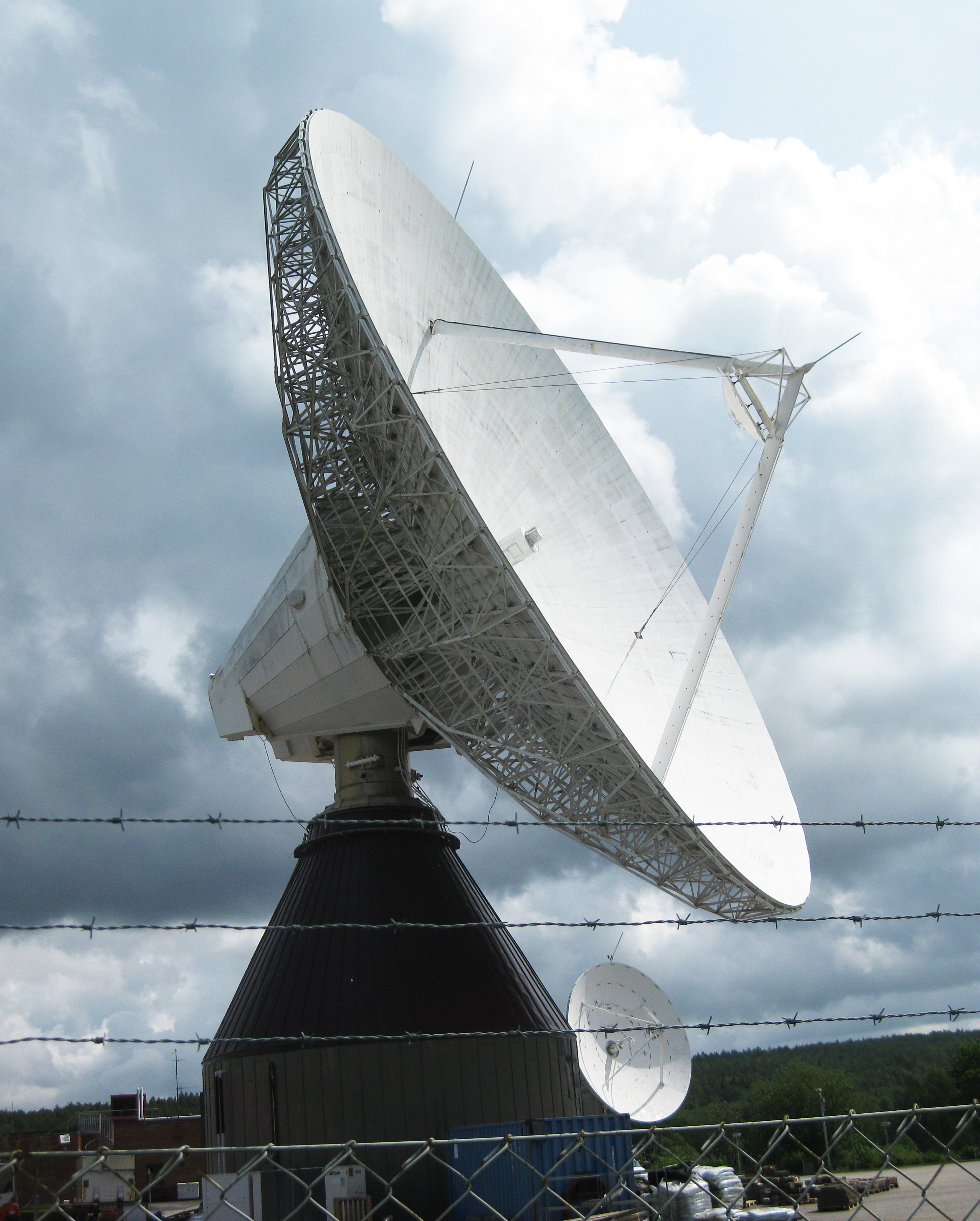
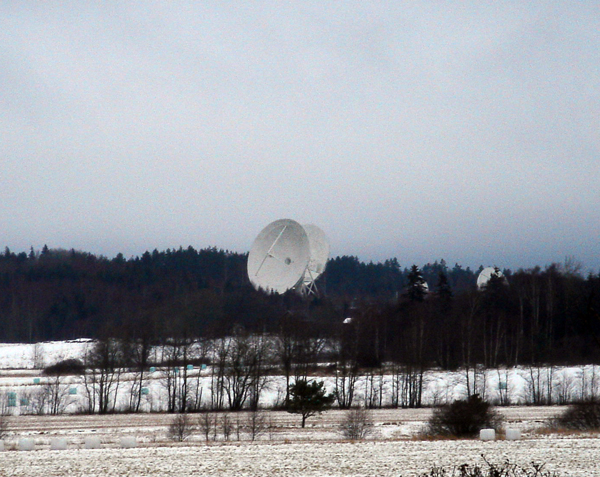
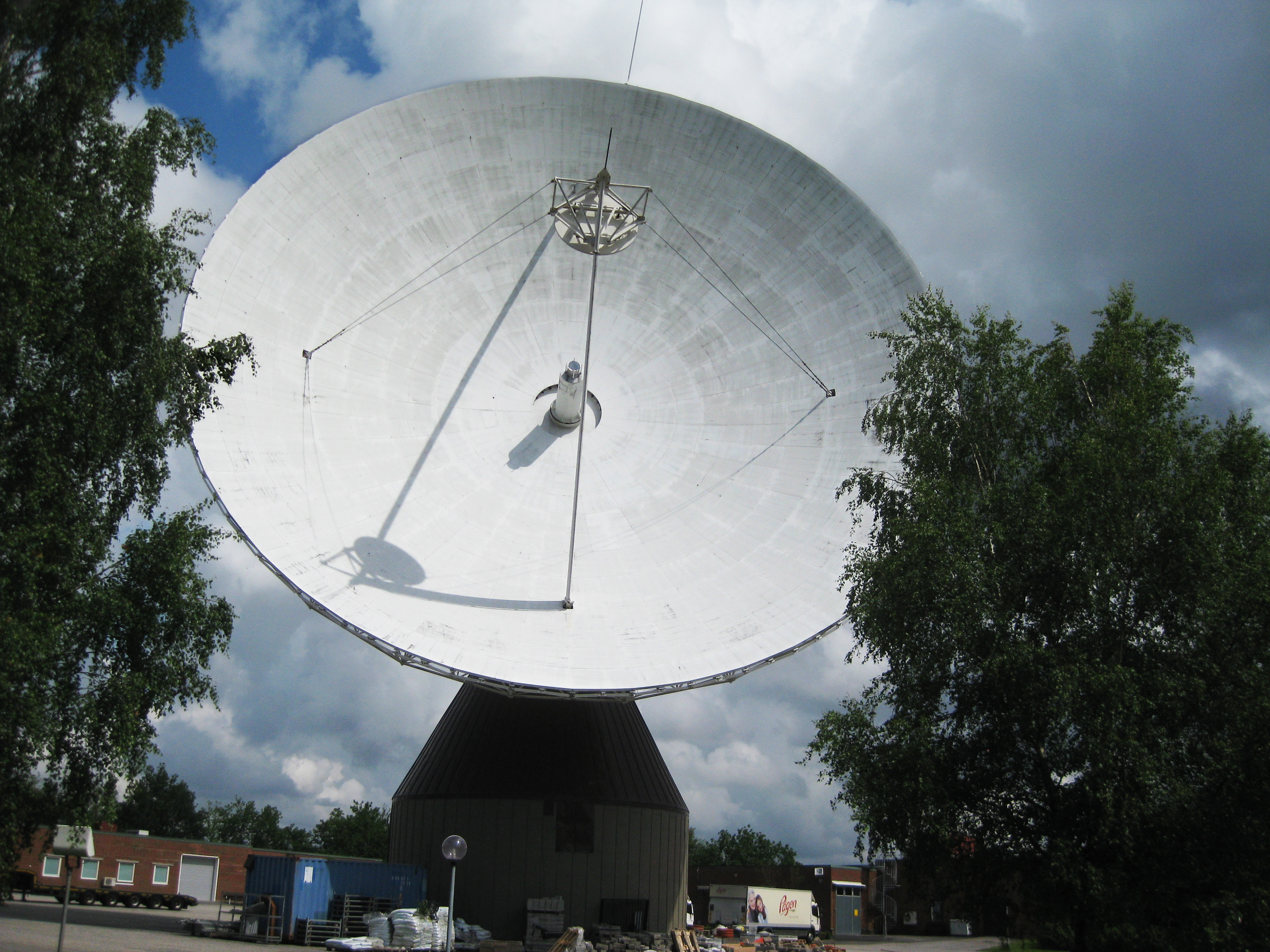
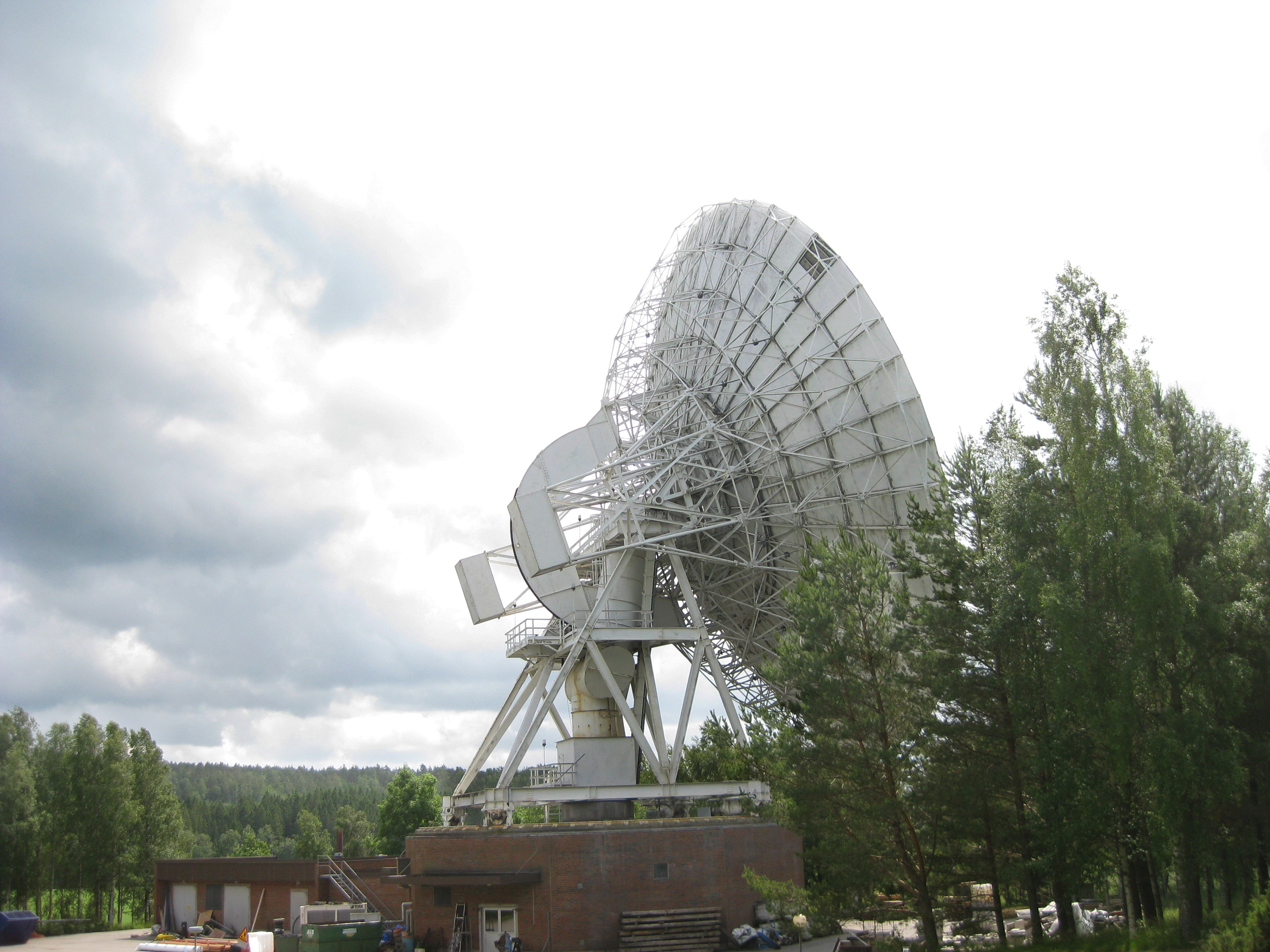